# Vivian Suter
Pour les articles homonymes, voir Suter.
Vivian Suter, née le 26 août 1949 à Buenos Aires, binationale argentino-suisse, est un peintre et une dessinatrice. 

## Biographie

### Origines et famille
Vivian Suter naît Vivian Wild le 26 août 1949 à Buenos Aires, en Argentine.
Son père, August Wild, est un Suisse de l'étranger ; sa mère, l'artiste Elisabeth Wild (de), avait émigré en 1938 avec ses parents (un père juif et une mère catholique) de Vienne vers l'Argentine pour fuir le nazisme,.
Elle est la première épouse de l'écrivain Martin Suter.

### Études et parcours artistique
En 1962, Vivian Suter s'installe à Bâle avec sa famille, qui fuit le péronisme. Elle y suit de 1968 à 1972 les cours de peinture de Franz Fedier (de) à l'École des beaux-arts de Bâle (de).
Elle monte sa première exposition en 1972 à la galerie Stampa.
Elle quitte la Suisse en 1983, pour s'installer au Guatemala.

### Influences
Ses œuvres sont influencées par l'expressionnisme américain, par les peintres Sam Francis et Morris Louis, ainsi que Martin Disler et Miriam Cahn, et par le réalisme magique.

## Distinction
- 1991 : Prix Meret-Oppenheim[4]